# 員米
員米（かずまい/かぞえまい・数米）は、中世の日本における付加税の1つ。

## 概要
平安時代後期以後、本年貢のみならず加地子や作徳からも徴収された。ただし、単独での徴収はほとんどみられず、口米・交分などの他の付加税とともに徴収され、税率も1-5％程度の少額であった。また、徴収方法も厳密ではなく、折敷や箕、掌で軽くひとすくいなどの簡単なものであった。筵払とともに在地慣行として確立された税とみられている。本来は枡の量り方などで実際の徴収量が規定よりも少なくなってしまった場合に備えて徴収されたとみられているが、実際には徴税の実務を担当した下級の荘官の得分とされる場合が多かった。